# Evangelický hřbitov v Krakovanech
Evangelický hřbitov v Krakovanech se nachází poblíž centra obce Krakovany, severně od evangelické toleranční modlitebny. Má rozlohu 1 590 m². Vlastníkem hřbitova je místní českobratrský sbor.
Na hřbitově před vstupem do modlitebny roste památná Krakovanská lípa.

## Historie
Hřbitov byl založen roku 1805 jako kalvínský.  Roku 1880 byla na hřbitově postavena márnice. Roku 1957 převzal hřbitov do správy MNV. Roku 1992 byla nákladem obecního úřadu opravena hřbitovní zeď.

## Význačné náhrobky
Z hlediska uměleckého je pozoruhodný novogotický náhrobek rodiny Špindlerovy od kolínského kameníka Josefa Vondráčka z roku 1898. Historicky významný je náhrobek Josefa a Marie Součkových, kteří zemřeli roku 1944 jako političtí vězni.